# ANNM
ANNM (Ammonium Nitrate & Nitro Methane) is een mengsel van ammoniumnitraat en nitromethaan, waardoor het theoretisch gezien in de groep van de ANFO's staat.  Het wordt gebruikt als explosief en is ook bekend onder de merknaam Kinepak. 

## Gebruik
De bestanddelen van ANNM, ammoniumnitraat en nitromethaan worden voor de veiligheid meestal afzonderlijk opgeslagen en vervoerd. Ammoniumnitraat valt in de gevarenklasse van de oxiderende stoffen en nitromethaan valt onder de brandbare vloeistoffen.  
ANNM vervult vaak de rol van versterkerlading (booster)]. Dit is de lading die gebruikt wordt om een hoofdlading tot ontploffing te brengen als de hoofdlading te weinig gevoelig is om rechtstreeks door een detonator te ontploffen. Voor hoofdlading worden veelal andere vormen van ANFO gebruikt.

## Detonatie van ANNM
ANNM is geen primair explosief, wat wil zeggen dat men de stof niet door middel van vuur kan laten detoneren. Om ANNM als explosief te gebruiken heeft men een ander explosief nodig om het te ontsteken. Terroristen gebruiken daarvoor vaak het gevaarlijke en gevoelige acetonperoxide, omdat dat vrij gemakkelijk te bereiden is. 